# Alejandro Barberón
Alejandro Esteban Barberón (Lobería, 20 de junio de 1959) es un exfutbolista argentino. Lo apodaban "La Porota" y jugaba de delantero. Es uno de los mayores ídolos de la historia de Independiente, jugando un total de 240 partidos al cabo de dos períodos en la institución.

## Biografía

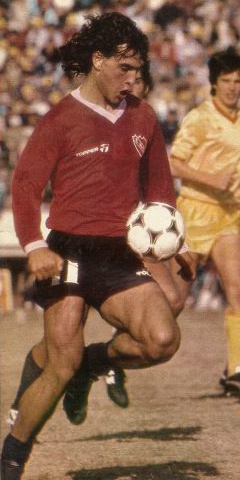
"La Porota" en la final de la Copa Intercontinental 1984.

### Trayectoria en Independiente
Llegó a Independiente en 1978, procedente del Huracán de Tres Arroyos, con la difícil tarea de sustituir a uno de los más grandes ídolos del equipo de Avellaneda, Daniel Bertoni. "La Porota" luego encajaría el esquema "rojo", desarrollando una gran alianza con Ricardo Bochini, al igual que su predecesor, en la posición de extremo izquierdo. Con Norberto Outes y Antonio Alzamendi, formó un trío ofensivo que podía aprovechar bien de las precisas jugadas de Bochini. Esta conexión inmediata le permitió conquistar un campeonato argentino en el mismo año de su llegada al club.

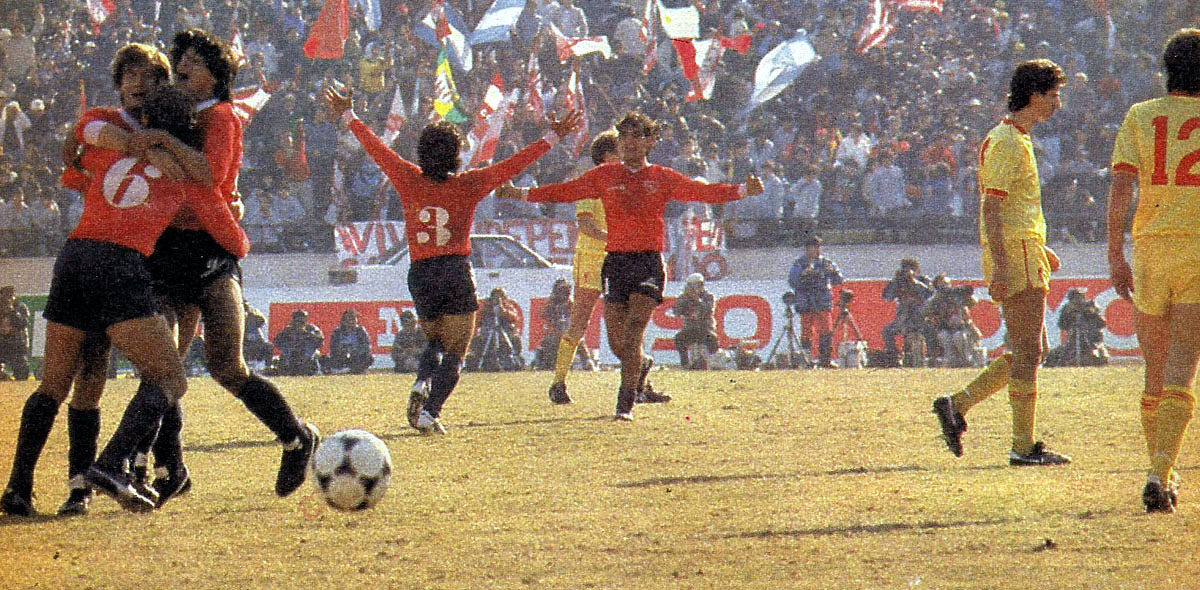
En la foto, Barberón junto a sus compañeros de Independiente festejando la obtención de la Copa Intercontinental 1984 frente al Liverpool FC.

En 1982, fue a jugar a Colombia, para el Club Millonarios, en donde alcanzó a jugar 100 partidos con el club embajador, e hizo 32 goles con Millonarios. Regresó a Independiente en 1984, justo a tiempo para ganar ese año la séptima Copa Libertadores y la segunda Copa Intercontinental de los "diablos rojos", en el que fuera uno de los años más gloriosos en la historia de la institución. Uno de los goles más recordados en esa Copa Libertadores 1984, fue gracias a una gran jugada y posterior asistencia suya, contra Olimpia, el principal competidor de Independiente en la dura primera fase de la Libertadores, que clasificaba apenas a un solo equipo a las semifinales.
Dejó el club en 1988, llevado en conjunto con su colega Claudio Marangoni por pedido de José Omar Pastoriza cuando este cambió la dirección técnica de los "rojos" por la de Boca Juniors. Hoy es director técnico de club Villa Díaz Vélez de Necochea.

## Clubes
| Club                    | País      | Año       |
| ----------------------- | --------- | --------- |
| Huracán de Tres Arroyos | Argentina | 1974-1978 |
| Independiente           | Argentina | 1978-1982 |
| Millonarios             | Colombia  | 1982-1983 |
| Independiente           | Argentina | 1984-1988 |
| Boca Juniors            | Argentina | 1989-1990 |

## Palmarés

### Campeonatos nacionales
| Título           | Club          | País      | Año    |
| ---------------- | ------------- | --------- | ------ |
| Primera División | Independiente | Argentina | N-1978 |

### Copas internacionales
| Título                 | Club          | Sede final | Año  |
| ---------------------- | ------------- | ---------- | ---- |
| Copa Libertadores      | Independiente | Avellaneda | 1984 |
| Copa Intercontinental  | Independiente | Tokio      | 1984 |
| Supercopa Sudamericana | Boca Juniors  | Avellaneda | 1989 |
| Recopa Sudamericana    | Boca Juniors  | Miami      | 1990 |